# Ebrahim Ashtiani
Ebrahim Ashtiani   (Teheran, 4 de gener de 1942 - Teheran, 24 d'octubre de 2017) fou un futbolista iranià de la dècada de 1970.
Fou internacional amb la selecció de futbol de l'Iran. Pel que fa als clubs destacà a Shahin i Persepolis.